# Loharda
Loharda è una suddivisione dell'India, classificata come nagar panchayat, di 8.101 abitanti, situata nel distretto di Dewas, nello stato federato del Madhya Pradesh. In base al numero di abitanti la città rientra nella classe V (da 5.000 a 9.999 persone).

## Geografia fisica
La città è situata a 22° 36' 45 N e 76° 35' 32 E.

## Società

### Evoluzione demografica
Al censimento del 2001 la popolazione di Loharda assommava a 8.101 persone, delle quali 4.195 maschi e 3.906 femmine. I bambini di età inferiore o uguale ai sei anni assommavano a 1.492, dei quali 779 maschi e 713 femmine. Infine, coloro che erano in grado di saper almeno leggere e scrivere erano 3.875, dei quali 2.524 maschi e 1.351 femmine.